# 贾福兴
贾福兴（1946年—），汉族，中华人民共和国政治人物、第十一届全国政协委员。
加入中国共产党，担任国务院国有资产监督管理委员会党委委员、纪委书记。2008年，当选第十一届全国政协委员，代表中华全国总工会，分入第十八组。